# Уилсон, Малкольм
Чарльз Ма́лкольм Уи́лсон (англ. Charles Malcolm Wilson; 26 февраля 1914, Нью-Йорк, Нью-Йорк — 13 марта 2000, Нью-Рошелл, Нью-Йорк) — американский государственный и политический деятель, 50-й губернатор Нью-Йорка с 18 декабря 1973 по 31 декабря 1974 года. Член Ассамблеи штата Нью-Йорк (1939—1958). Уилсон служил на флоте во время Второй мировой войны.
В 1958 году он был избран вице-губернатором Нью-Йорка по губернаторскому билету вместе с Нельсоном Рокфеллером, и когда они победили, он занимал пост вице-губернатора до тех пор, пока не стал губернатором после того, как Рокфеллер ушел в отставку.
В 1994 году оригинальный мост Таппан Зи был переименован в честь Уилсона. В Йонкерсе, штат Нью-Йорк, также есть парк, названный в его честь.